# Ołeksandr Bondarenko (ur. 1989)
Ołeksandr Ihorowycz Bondarenko, ukr. Олександр Ігорович Бондаренко (ur. 28 lipca 1989) – ukraiński piłkarz, grający na pozycji napastnika.

## Kariera piłkarska

### Kariera klubowa
Wychowanek Obołoni Kijów, barwy którego bronił w juniorskich mistrzostwach Ukrainy (DJuFL). W 2008 roku rozpoczął karierę piłkarską w drugiej drużynie Obołoni Kijów. Wiosną 2009 został wypożyczony do Nywy Winnica. 20 marca 2010 roku debiutował w Premier-lidze. Studiuje w Kijowskim Uniwersytecie Ekonomiki i Technologii Transportu. 9 lutego 2013 roku przeszedł do Csákvári TK.

### Sukcesy klubowe
- brązowy medalista Ukraińskiej Drugiej Lihi: 2009